# British Philatelic Association
A British Philatelic Association é uma associação de distribuidores de selos mais conhecida pelo trabalho da BPA Expertising Limited, uma empresa que fornece opiniões sobre a autenticidade ou não dos itens filatélicos que lhes são submetidos. Durante a Segunda Guerra Mundial, operou um esquema de "Controle de Importação e Exportação Filatélico" em conexão com os controles sobre os fluxos de capital impostos pelo governo britânico para proteger a economia britânica. Em 1992, os activos do negócio de expertising foram doados a uma instituição de caridade que publica livros e também recebe os lucros contínuos do negócio de expertising.